# Арчиљано (Пистоја)
Арчиљано је насеље у Италији у округу Пистоја, региону Тоскана.
Према процени из 2011. у насељу је живело 79 становника. Насеље се налази на надморској висини од 311 м.